# La Mort de Superman
 (mars 2025).
Si vous disposez d'ouvrages ou d'articles de référence ou si vous connaissez des sites web de qualité traitant du thème abordé ici, merci de compléter l'article en donnant les références utiles à sa vérifiabilité et en les liant à la section « Notes et références ».
Cet article concerne le comic. Pour le film d'animation du même nom, voir La Mort de Superman (film, 2018).
La Mort de Superman est un événement majeur au sein de l'univers des comics, qui a duré d'octobre 1992 à novembre 1993. L'événement s'est déroulé sur tous les titres mettant en scène Superman.
L'adversaire de Superman y est Doomsday, une créature incroyablement puissante qui sème la destruction et la mort à travers les États-Unis.

## Histoire
Enchaîné sous terre dans une prison de métal depuis un temps indéterminé au début de l'histoire, Doomsday réussit à s'échapper en se creusant un chemin d'une seule main (l'autre est toujours enchaînée) vers la surface. Il commence alors à détruire tout ce qui se trouve autour de lui, sans prononcer un seul mot, n'émettant ponctuellement que des grognements d'appréciation.
Lors de sa première rencontre avec la Ligue de justice d'Amérique, Doomsday vainc en quelques minutes toute l'équipe de super-héros. Superman n'est prévenu de son existence qu'après ce premier affrontement, alors que la créature prend le chemin de Métropolis.
Le monstre ne parlant pas, on ne sait son nom véritable, s'il en a un. C'est Booster Gold qui le baptise "Doomsday" (Jour du Jugement Dernier en anglais) en voyant les dégâts terribles qu'il cause sur son passage.
Après une première rencontre d'une violence inouïe entre Doomsday et Superman, ce dernier se rend compte que la puissance impressionnante de la créature est au moins égale à la sienne, et que les dégâts engendrés par un affrontement dans Métropolis pourraient causer la mort de nombreux innocents. Il fait donc de son mieux pour arrêter la progression de Doomsday, hélas sans succès.
Le combat titanesque entre Superman et Doomsday continue sur plusieurs épisodes, et se termine donc dans la mégapole, où Superman comprend finalement que le monstre indestructible continuerait à attaquer sans répit tant qu'il serait vivant. C'est dans le numéro 75 de la série Superman que le héros, épuisé, décide de se sacrifier pour sauver sa ville. Il met toute sa volonté et ses dernières forces dans un dernier assaut, et la créature fait de même. Leur dernier échange est fatal pour les deux combattants, qui s'écroulent dans les ruines d'une rue de Métropolis, sous l'œil et l'appareil photo de Jimmy Olsen. Lois Lane assiste également aux derniers moments de Superman.
Au lendemain de la mort du héros, pas moins de quatre nouveaux super-héros apparaissent, dont trois prétendent être la réincarnation de Superman :
- Le Cyborg Superman, mi-homme/mi-machine qui s'avère être un dangereux criminel appelé simplement "Le Cyborg". Il apparaît dans Superman à compter du #78.
- Superboy, un clone adolescent de Superman créé par le projet Cadmus en mélangeant ADN kryptonien et ADN humain. Il apparaît à partir du #501 de Adventures of Superman
- Steel, alias John Henry Irons, un ingénieur sauvé par Superman, qui utilise une armure de son invention, ainsi qu'un marteau. Se faisant alors appeler The Man of Steel (l'Homme d'Acier), il ne prétend pas être Superman mais poursuit son œuvre. Il apparaît dans Superman: The Man of Steel à partir du #22.
- L'Eradicator, qui se fait appeler le dernier fils de Krypton et applique une justice expéditive. Il apparaît dans Action Comics #687.

Le Cyborg prend le corps apparemment sans vie de Doomsday et le projette dans l'espace, sur une trajectoire censée assurer qu'il ne débarquerait jamais sur aucune planète. Cependant, le corps est retrouvé par un vaisseau qui s'avère être en route pour Apokolips, planète du maléfique Darkseid. Pendant ce voyage on apprend que Doomsday n'est pas vraiment mort.
Superman sera finalement ressuscité. L'Eradicator transporte son cadavre jusqu'à la Forteresse de solitude, et le place dans une chambre de jouvence kryptonienne qui lui rend la vie.

## Personnages

### Personnages principaux
- Superman
- Lois Lane
- La Ligue des justiciers
- Doomsday
- Supergirl
- Lex Luthor
- Superboy
- Eradicator

### Personnages secondaires
- Perry White
- Jimmy Olsen
- Cat Grant
- Martha Kent
- Jonathan Kent
- Emil Hamilton
- Maggie Sawyer
- Pete Ross

## Accueil et critiques
"The Death of Superman" le numéro s'est très bien vendu et a reçu une grosse audience médiatique.

## Publication

### US

#### Résumé
| Arc                      | Titre                               | Date de publication          | Scénariste      | Déssinateur                 | Encreur        |
| ------------------------ | ----------------------------------- | ---------------------------- | --------------- | --------------------------- | -------------- |
| "Doomsday!"              | Action Comics #684                  | Décembre 1992 – janvier 1993 | Roger Stern     | Jackson Guice               | Denis Rodier   |
| "Doomsday!"              | The Adventures of Superman #497     | Décembre 1992 – janvier 1993 | Jerry Ordway    | Tom Grummett                | Doug Hazelwood |
| "Doomsday!"              | Justice League America #69          | Décembre 1992 – janvier 1993 | Dan Jurgens     | Dan Jurgens                 | Rick Burchett  |
| "Doomsday!"              | Superman: The Man of Steel #18–19   | Décembre 1992 – janvier 1993 | Louise Simonson | Jon Bogdanove               | Dennis Janke   |
| "Doomsday!"              | Superman #74–75                     | Décembre 1992 – janvier 1993 | Dan Jurgens     | Dan Jurgens; Brett Breeding | Brett Breeding |
| "Funeral for a Friend"   | Action Comics #685–686              | Janvier – Juin 1993          | Roger Stern     | Jackson Guice               | Denis Rodier   |
| "Funeral for a Friend"   | The Adventures of Superman #498–500 | Janvier – Juin 1993          | Jerry Ordway    | Tom Grummett                | Doug Hazelwood |
| "Funeral for a Friend"   | Justice League America #70          | Janvier – Juin 1993          | Dan Jurgens     | Dan Jurgens                 | Rick Burchett  |
| "Funeral for a Friend"   | Superman #76–77; 83                 | Janvier – Juin 1993          | Dan Jurgens     | Dan Jurgens                 | Brett Breeding |
| "Funeral for a Friend"   | Superman: The Man of Steel #20–21   | Janvier – Juin 1993          | Louise Simonson | Jon Bogdanove               | Dennis Janke   |
| "Reign of the Supermen!" | Action Comics #687–691              | Juin – Octobre 1993          | Roger Stern     | Jackson Guice               | Denis Rodier   |
| "Reign of the Supermen!" | The Adventures of Superman #501–505 | Juin – Octobre 1993          | Karl Kesel      | Tom Grummett                | Doug Hazelwood |
| "Reign of the Supermen!" | Green Lantern #46                   | Juin – Octobre 1993          | Gerard Jones    | M.D. Bright                 | Romeo Tanghal  |
| "Reign of the Supermen!" | Superman #78–82                     | Juin – Octobre 1993          | Dan Jurgens     | Dan Jurgens                 | Brett Breeding |
| "Reign of the Supermen!" | Superman: The Man of Steel #22–26   | Juin – Octobre 1993          | Louise Simonson | Jon Bogdanove               | Dennis Janke   |

#### Séries Principale
- Superman vol. 2, n°74-83 (décembre 1992 à octobre 1993)
  - n°74 : "Doomsday! : Countdown To Doomsday!"
  - n°75 : "Doomsday! : The Death of Superman"
  - n°76 : "Funeral for a Friend/4 : Metropolis Mailbag II"
  - n°77 : "Funeral for a Friend/8 : The End"
  - n°78 : "Reign of the Supermen! : Alive"
  - n°79 : "Reign of the Supermen! : Prove it."
  - n°80 : "Reign of the Supermen! : Deadly Alliance"
  - n°81 : "Reign of the Supermen! : Resurrections"
  - n°83 : "Reign of the Supermen! : Back for Good!"
  - n°84 : "Funeral Day/epilogue : On the Edge"
- Action Comics vol 1, n°684-691 (décembre 1992 à octobre 1993)
  - n°684 : "Doomsday! : ... Doomsday is Near!"
  - n°685 : "Funeral for a Friend/2 : Re:Actions"
  - n°686 : "Funeral for a Friend/6 : Who's Buried In Superman's Tomb?"
  - n°687 : "Reign of the Supermen! : Born Again"
  - n°688 : "Reign of the Supermen! : An Eye for an Eye"
  - n°689 : "Reign of the Supermen! : Who is the Hero True?"
  - n°690 : "Reign of the Supermen! : Lies & Revelations"
  - n°691 : "Reign of the Supermen! : Secret
- Superman: The Man of Steel vol 1, n°18-26 (décembre 1992 à octobre 1993)
  - n°18 : "Doomsday! : Doomsday! Part One"
  - n°19 : "Doomsday! : Doomsday Is Here!"
  - n°20 : "Funeral for a Friend/3 : Funeral Day"
  - n°21 : "Funeral for a Friend/7 : Ghosts"
  - n°22 : "Reign of the Supermen! : Steel"
  - n°23 : "Reign of the Supermen! : Ambush"
  - n°24 : "Reign of the Supermen! : Impact!"
  - n°25 : "Reign of the Supermen! : The Return!"
  - n°26 : "Reign of the Supermen! : Blast Off!"
- The Adventures of Superman vol 1, n°497-505 (décembre 1992 à octobre 1993)
  - n°497 : "Doomsday! : Under Fire"
  - n°498 : "Funeral for a Friend/1 : Death of a Legend"
  - n°499 : "Funeral for a Friend/5 : Grave Obsession"
  - n°500 : "Funeral for a Friend : Life After Death!"
  - n°501 : "Reign of the Supermen! : The Adventures of Superman... When He Was a Boy!"
  - n°502 : "Reign of the Supermen! : Boy Meets Girl"
  - n°503 : "Reign of the Supermen! : Line of Fire!"
  - n°504 : "Reign of the Supermen! : Assault on Engine City!"
  - n°505 : "Reign of the Supermen! : Reign of the Superman!"

Crossover
- Superman: Man of Steel: Doomsday Is Coming, 1995
- The Death and Life of Superman
- World Without Superman
- Superman: The Man of Steel
- Infinite Crisis, Zero Hour...

### FR
- La mort de Superman vol.1: Un Monde sans Superman, Urban Comics, coll « DC Essentiels », 2013, 420p.  (ISBN 978-2-3657-7286-0)
  - The Man Of Steel #17-21
  - Superman #73-77
  - Adventures Of Superman #496-500
  - Action Comics #683-686
  - JLA #69-70
  - Legacy Of Superman #1
- La mort de Superman vol.2: Le règne des Supermen, Urban Comics, coll « DC Essentiels », 2013, 576p.  (ISBN 978-2-3657-7287-7)
  - Superman:Man Of Steel #22-26
  - Superman #78-83
  - Adventures Of Superman #501-505
  - Action Comics #687-692
  - Green Lantern #46

## Autres média
- Superman : Le Crépuscule d'un dieu (2007)
- Smallville (2001-2011) : Doomsday apparaît comme le principal antagoniste de la huitième saison, cette version à la particularité de posséder un alter-ego humain connu sous le nom de Davis Bloom qui ignore sa nature Kryptonienne. Chloe Sullivan parviendra à séparer Davis de Doomsday permettant à Clark de le combattre et de l'enterrer vivant sous Métropolis. Davis, découvrant que les actions de Chloe n'avaient pour but que de protéger Clark, tenta de la tuer mais sera tué par James Olsen. Après ses événements, rongé par la culpabilité, Clark adoptera une tenue sombre pour se rapprocher de sa culture Kryptonienne.
- Batman v Superman : L'Aube de la justice (2016) : N'ayant pas réussi à faire en sorte que Batman tue Superman, Lex Luthor crée Doomsday à partir du cadavre de Zod. Les deux héros s'unissent à Wonder Woman pour combattre Doomsday qui sera vaincu par le sacrifice de Superman.
- Zack Snyder's Justice League : Superman est ressuscité par la Ligue et adopte son costume noir pour aider à combattre l'invasion.
- La Mort de Superman (2018)
- Le Règne des Supermen (2019)
- Superman et Loïs (2021-2024) : La mort de Superman est adaptée dans les troisième et quatrième saisons. Dans cette version, Lex Luthor, qui veut se venger de Lois et Superman pour l'avoir envoyé pendant 17 ans en prison pour un crime qu'il n'a pas commis, crée Doomsday en tuant à de multiples reprises Bizarro. Il envoie ensuite la créature combattre Superman. Le combat s'étend sur une journée à Smallville, Métropolis et dans l'espace. Finalement, Doomsday tue Superman en s'emparant de son cœur qu'il remet à Luthor. Il ramène ensuite son cadavre sur Terre où il est récupéré par sa famille et placé dans à la forteresse.